# Pentapanax leschenaultii
Pentapanax leschenaultii là một loài thực vật thuộc họ Araliaceae. Loài này có ở Trung Quốc, Ấn Độ, Myanmar, và Sri Lanka.